# Онкотека
Онкотека (лат. Oncotheca) — род цветковых растений монотипного семейства Онкотековые (лат. Oncothecaceae). Содержит 2 вида. Согласно системе APG III (2009), порядок, к которому относится это семейство, не определён. В системе APG IV (2016) семейство включено в порядок Icacinales.

## Ареал
Онкотека — эндемик Новой Каледонии.

## Ботаническое описание
Вечнозелёный кустарник или дерево. Анатомия древесины указывает на относительную неспециализированность: сосуды различны по форме и имеют небольшой диаметр. Листья расположены очерёдно и по спирали на концах ветвей, имеют черешки. Эпидерма и покрывающая её кутикула толстые, мезофилл листа также толстый и губчатый. Эти свойства являются приспособлениями к жизни на местах, бедных питательными веществами. Край листа гладкий или зубчатый. Прилистники отсутствуют.
Пазушные раскидистые тирсовидные соцветия второго порядка собраны в цимозные соцветия. Имеются прицветники. Цветки мелкие, двуполые, радиальносимметричные, пятичленные. Имеется 5 чашелистиков. Пять колокообразных лепестков срастаются у основания. Пять свободных фертильных тычинок располагаются простым кругом (внешний круг отсутствует, так как тычинки располагаются очерёдно с лепестками). Тычиночные нити короткие. Пять плодолистиков срастаются с образованием общей завязи с двумя отдельно расположенными яйцеклетками.
Плод — однокосточковая костянка, содержащая 2-5 семян. Семена богаты эндоспермом. Зародыш прямой, хорошо дифференцирован. Семядоли 2, редко 3, очень короткие.

## Таксономическое положение
Раньше род онкотека помещали в семейства Падубовые (лат. Aquifoliaceae) и Эбеновые (лат. Ebenaceae), но в 1965 году он был выделен в отдельное семейство. Кронквист и Тахтаджян помещали это семейство в порядок Чаецветные (лат. Theales). Молекулярные филогенетические исследования показали, что онкотека не имеет чёткого таксономического положения.

## Виды
В роду выделяется 2 (по некоторым источникам, 1) вида:
- Oncotheca balansae
- Oncotheca humboldtianatypus